# 최진태
최진태(崔鎭泰, ? ~ ?)는 대한제국 말기부터 일제강점기까지의 경찰로, 전라남도 지역의 의병 운동 진압에 참가했다.

## 생애
1909년 10월 전라남도 광주경찰서 순사 신분으로 의병 운동을 진압하기 위한 남한 대토벌 작전에 참가했다. 최진태는 일본군과 공동으로 펼친 이 토벌 작전에서 보성군의 의병장 임창모와 그의 장남 임학규를 포함한 무장 의병들을 몰살시키는 등 공을 세웠다.
1912년 일본 정부가 한일 병합 조약 체결을 기념하여 한일 병합 공로자들에게 수여한 한국병합기념장을 받았다. 당시 계급은 조선총독부 소속 순사보였다.
2006년 친일반민족행위진상규명위원회가 공식 발표한 친일반민족행위 106인 명단에 선정되었다. 2008년 발표된 민족문제연구소의 친일인명사전 수록예정자 명단에도 포함되었다.
1909년 남한 대토벌은 대한제국 조정의 공무원으로서 정당한 공무집행인 바, 친일선정은 부당하다는 견해가 강하다.

## 같이 보기
- 임창모

## 참고자료
- 친일반민족행위진상규명위원회 (2006년 12월). 〈최진태〉 (PDF). 《2006년도 조사보고서 II - 친일반민족행위결정이유서》. 서울. 538~540쪽쪽. 발간등록번호 11-1560010-0000002-10. [깨진 링크(과거 내용 찾기)]
- 전갑생 (2006년 12월 8일). “반민특위 와해 후 첫 정부 발표 친일파 106명 - 의병장 총살 · 3·1운동 때 발포... 그들은 누구?”. 오마이뉴스. 2016년 3월 7일에 원본 문서에서 보존된 문서. 2008년 11월 27일에 확인함.